# Coopérative du Häme
La coopérative du Häme (en finnois : Osuuskauppa Hämeenmaa) est une coopérative de magasins du groupe S-ryhmä dans la région du Häme en Finlande,,,.

## Description
La coopérative Osuuskauppa Hämeenmaa couvre les régions de Kanta-Häme et Päijät-Häme ainsi que la municipalité de Myrskylä dans la région d'Uusimaa.
Les municipalités de la coopératives sont Asikkala, Forssa, Hartola, Hattula, Hausjärvi, Heinola, Hollola, Humppila, Hämeenlinna, Janakkala, Jokioinen, Kärkölä, Lahti, Loppi, Myrskylä, Orimattila, Padasjoki, Riihimäki, Sysmä, Tammela et Ypäjä.
Osuuskauppa Hämeenmaa compte plus de 159 000 sociétaires.
La coopérative a plusieurs branches d'activités: concession automobile, grande distribution, quincaillerie, grands magasins, commerce de carburant et hébergement et restauration.

## Emplacements commerciaux
Les emplacements commerciaux de la coopérative sont:

### Grands magasins Sokos
| Nom                    | Commune     | Lieu                    | Depuis | Réf.   |
| ---------------------- | ----------- | ----------------------- | ------ | ------ |
| Sokos                  | Lahti       | Keski-Lahti             | 1956-  |        |
| Hypermarchés Prisma    |             |                         |        |        |
| Nom                    | Commune     | Lieu                    | Depuis | Réf.   |
| Prisma Forssa          | Forssa      | Keskusta                |        |        |
| Prisma Hollola         | Hollola     | Salpakangas             | 2017–  | [ 7 ]  |
| Prisma Holma           | Lahti       | Holma                   | 2009–  |        |
| Prisma Hämeenlinna     | Hämeenlinna | Tiiriö                  |        |        |
| Prisma Laune           | Lahti       | Laune                   |        |        |
| Prisma Riihimäki       | Riihimäki   | Centre commercial Atomi |        |        |
| Supermarchés Sale      |             |                         |        |        |
| Nom                    | Commune     | Lieu                    | Depuis | Réf.   |
| Sale Artjärvi          | Orimattila  | Artjärvi                | 1992–  |        |
| Sale Ersta             | Lahti       | Villähde                | 2018–  | [ 8 ]  |
| Sale Forssa            | Forssa      | Forssa                  |        |        |
| Sale Heinola kk        | Heinola     | Heinola village         |        | [ 6 ]  |
| Sale Hollola           | Hollola     | Hollola village         | 1992–  |        |
| Sale Humppila          | Humppila    | Humppila                |        | [ 6 ]  |
| Sale Hämeenkoski       | Hollola     | Hämeenkoski             |        | [ 6 ]  |
| Sale Jyränkö           | Heinola     | Jyränkö                 | 2012–  |        |
| Sale Karavaani         | Riihimäki   | Riihimäki               |        | [ 6 ]  |
| Sale Kukkila           | Hollola     | Kukkila                 | 2006–  | [ 9 ]  |
| Sale Käikälä           | Hämeenlinna | Käikälä                 | 2020–  |        |
| Sale Liipola           | Lahti       | Liipola                 |        |        |
| Sale Läyliläinen       | Loppi       | Läyliläinen             |        | [ 6 ]  |
| Sale Metsäpelto        | Lahti       | Metsäpelto              |        |        |
| Sale Myrskylä          | Myrskylä    | Myrskylä village        |        | [ 6 ]  |
| Sale Nastola           | Lahti       | Nastola                 |        |        |
| Sale Okeroinen         | Lahti       | Kärpänen                |        |        |
| Sale Renko             | Hämeenlinna | Renko                   |        |        |
| Sale Poltinaho         | Hämeenlinna | Poltinaho               |        |        |
| Sale Riihimäki         | Riihimäki   | Riihimäki               |        | [ 6 ]  |
| Sale Ryttylä           | Hausjärvi   | Ryttylä                 |        | [ 6 ]  |
| Sale Vierumäki         | Heinola     | Vierumäki               | [ 6 ]  |        |
| Sale Ypäjä             | Ypäjä       | Ypäjä                   |        | [ 6 ]  |
| Supermarchés S-Market  |             |                         |        |        |
| Nom                    | Commune     | Lieu                    | Depuis | Réf.   |
| S-Market Forssa        | Forssa      | Forssa                  |        |        |
| S-Market Goodman       | Hämeenlinna | Myllymäki               | 2014–  | [ 10 ] |
| S-Market Hätilä        | Hämeenlinna | Hätilä                  |        | ,      |
| S-Market Idänpää       | Hämeenlinna | Idänpää                 | 2006-  |        |
| S-Market Jokioinen     | Jokioinen   | Jokioinen               |        |        |
| S-Market Jukola        | Hämeenlinna | Voutila                 |        |        |
| S-Market Parola        | Hattula     | Parola                  |        |        |
| S-Market Tammela       | Tammela     | Tammela                 |        |        |
| S-Market Turenki       | Janakkala   | Turenki                 |        |        |
| Stations d'essence ABC |             |                         |        |        |
| Nom                    | Commune     | Lieu                    | Depuis | Réf.   |
| ABC Renkomäki          | Lahti       | Renkomäki               |        |        |
| ABC Tiiriö             | Hämeenlinna | Tiiriö                  |        |        |
| ABC Forssa             | Forssa      |                         |        |        |
| ABC Kivimaa            | Lahti       | Kivimaa                 |        |        |
| ABC Heinola            | Heinola     |                         |        |        |
| ABC Nastola            | Nastola     | Villähde                |        |        |
| ABC Riihimäki          | Riihimäki   |                         |        |        |
| ABC Padasjoki          | Padasjoki   |                         |        |        |